# Teresa Magbanua
Teresa (Nay Isa) Magbanua (Pototan, 13 oktober 1868 – Pagadian, augustus 1947) is een nationale heldin van de Filipijnen. Ze was de enige vrouwelijke generaal in de revolutionaire troepen van Emilio Aguinaldo ten tijde van de Filipijnse Revolutie. Ze wordt wel de Jeanne d'Arc van de Visayas genoemd.

## Biografie
Magbanua werd geboren op 13 oktober 1868 in Pototan, Iloilo. Ze was de tweede dochter Juan Magbanua, een lokale rechter en Alejandra Ferraris, een zakenvrouw. Het gezin Magbanua was een groot gezin met vier dochters (Priscila, Teresa, Paz en Maria) en vier zonen (Pascual, Julio, Elias en Vicente). In haar jeugd onderscheidde Teresa zich van haar zussen, doordat ze veel met haar broers en andere jongens optrok. Ze kon goed paardrijden en vocht samen met haar broers tegen de jongens uit het andere deel van de stad. De Magbanuas waren welgesteld en de kinderen kregen een goede opleiding. Teresa studeerde zeven jaar aan het College of San Jose in Jaro. In 1885 werd ze door haar ouders naar Manilla gestuurd. Daar studeerde ze eerst aan het Santa Catalina College en later aan het St. Rosa College.
In 1891 keerde Teresa terug in haar geboortedorp Pototan waar ze gedurende twee jaar werkte als docente. Na nogmaals twee jaar lesgegeven te hebben in Sara, trouwde ze in 1894 met Alejandro Balderas en stopte ze met werken om haar man te helpen op de boerderij. De jaren daarop verbleef ze met name op het landgoed, waar ze zich vanwege de vele bandieten op het platteland bekwaamde in het schieten met geweren en pistolen. Toen in 1896 de Filipijnse Revolutie uitbrak, bleef het op Panay nog lange tijd rustig. Pas na de terugkeer van Emilio Aguinaldo in 1898. Op 17 november van dat jaar werd een revolutionaire regering gevormd in Santa Barbara en stuurde men een afvaardiging naar Aguinaldo ter ondersteuning van de revolutionaire beweging. De troepen op Panay stonden onder leiding van Martin Delgado, ondersteund door Teresa's broer, generaal Pascual Magbanua, Teresa's oom Perfecto Poblador en Angel Corteza, Adriano Hernandez en Fermin Rivas.
Ook Teresa bood haar diensten aan bij haar oom Perfecto Poblador. Ondanks sterke bezwaren zijnerzijds, vanwege het feit dat ze een vrouw was, kreeg ze uiteindelijk het commando over een bataljon revolutionaire strijders. Door de mannen onder haar commando werd ze "generarala" genoemd. Haar eerste gevechtservaring volgde reeds in december 1898 tijdens de Slag om Barrio Yating in Pilar. Ook in de daaropvolgende gevechten met de Spanjaarden maakte ze indruk met haar moedige optreden. Memorabel was de slag om de Sapong Hills bij Sara, waar haar ondervoede en slechtbewapende batajon een sterke Spaanse eenheid versloeg. De revolutionaire troepen veroverden in die periode plaats na plaats. In november 1899 hadden ze het hele eiland Panay in handen met uitzondering van Iloilo City, Molo, Jaro en La Paz. Een maand later werden ook deze plaatsen veroverd. De strijd tegen de Spanjaarden had haar broer Elias het leven gekost. Hij kwam om tijdens de slag om Guitoboan in 1899.
Met de uitbraak van de Filipijns-Amerikaanse Oorlog begonnen kort daarop al de gevechten tegen een nieuwe buitenlandse opponent. De eenheid van Magbanua nam deel aan gevechten tegen Amerikanen op 11 februari. Het meeste memorabel was haar optreden in de Slag om Balantang waar ongeveer 400 Amerikanen om het leven kwamen. De strijd tegen de Amerikanen verliep minder voorspoedig dan die tegen de Spanjaarden. Eind 1900 was een groot deel van Panay in Amerikaanse handen. Dat jaar kwam ook Teresa's broer Pascual om het leven. Hij werd vermoord door andere revolutionairen. Ondanks de door van haar broers en de val van de revolutionaire hoofdstad Santa Barbara weigerde ze zich echter over te geven en ging ze over tot guerrilla-acties. Uiteindelijk gaf ze de strijd op en hief haar eenheid op. De Amerikanen lieten haar uit respect met rust.
Kort voor de uitbraak van de Tweede Wereldoorlog in 1941 verkocht Magbanua, die inmiddels weduwe geworden was, haar eigendommen en verhuisde naar Mindanao, waar ze samen met haar zus Paz in Pagadian ging wonen. Tijdens de Japanse bezetting speelde ze opnieuw een belangrijke rol in de strijd door de guerrillabeweging te bevoorraden en ondersteunen. Kort na de oorlog overleed ze in augustus 1947 op 78-jarige leeftijd.